# Louis B. Mayer
Louis Burt Mayer, vlastním jménem Lazar Meir nebo Eliezer Meir (12. července 1884 – 29. října 1957, Los Angeles, USA), byl americký filmový producent, obecně uváděn jako tvůrce "hvězdného systému" v Metro-Goldwyn-Mayer (MGM). Byl znám jako Louis B. Mayer a často jednoduše jako „LB“.

## Život

### Původ a dětství
Mayer pocházel z ruské židovské rodiny a rád říkával, že se narodil v Minsku. Bosley Crowther v rané biografii uvádí rodiště jako „malé město poblíž Minsku“. Jiné zdroje uvádějí místa jako Demre a Dmra, „vesnice mezi Minskem a Vilniusem“. Charles Higham a Scott Eyman uvádějí, že Mayer se narodil v Dymeru poblíž Kyjeva na Ukrajině; což je v souladu s tím, co sám Mayer uvedl ve svém naturalizačním podání v roce 1912, kde uvedl své rodiště jako Dumier, Rusko. Andrzej Krakowski tvrdí, že místo narození bylo nesprávně interpretováno a Mayer ve skutečnosti pocházel z města Mińsk Mazowiecki ve východním Polsku, které bylo v té době podrobeno Ruské říši.
Jeho rodiče byli Jacob Meir a Sarah Meltzer, měl také dvě sestry Yettu (* 1878), Idu (* 1892) a dva bratry Rubina (* 1888) a Jeremiáše (* 1891). Po emigraci do USA se rodina nejdříve nastěhovala na Rhode Island, kde žil od roku 1887 do roku 1892. Poté se přestěhovali do Kanady, do města Saint John v Novém Brunšviku, kde Louis chodil do školy. Často ve škole s bratry čelil tyranům. Jeho otec začal podnikat s kovovým šrotem ve firmě nazvané J. Mayer & Son. V roce 1904 se 19letý Mayer přestěhoval z Saint John do Bostonu, kde pokračoval nějaký čas v podnikání se železným šrotem a drobnými pracemi podporoval svou rodinu.